# Bagni di Masino
Bagni di Màsino (o Bagni del Màsino) è una frazione del comune di Val Masino, in Lombardia.

## Storia
Le prime informazioni documentate sui Bagni di Masino risalgono al XV secolo. In una lettera del 1462 del Podestà di Morbegno al Duca di Milano Francesco Sforza si segnalava la presenza di un bagno che sfruttava le acque «scaturenti in Val Màsino, tra le alpine valli bellissima, acque salutari per ogni languore».
All'inizio del XVI secolo i Bagni sono citati da Matteo Bandello nelle sue Novelle. Nella lettera che precede la XXIII novella ricorda che in estate si recava spesso in «Valtellina a goder que' freschi di Caspano e di Bagni di Màsino». Nella lettera che precede la XLIII novella racconta che «mentre che i caldi duravano ... un giorno andato ai Bagni del Màsino per via di diporto, vi ritrovai molti gentiluomini milanesi e comaschi».
Nel 1545 venne pubblicata a Venezia la prima opera medica dedicata ai Bagni. L'autore, il medico Pietro Paolo Paravicini, metteva in evidenza la presenza di un albergo sebbene «rozzo e disadorno» e di «casette di legno» dove riposavano gli ospiti. L'opera descriveva la composizione chimica dell'acqua e le diverse applicazioni per curare le malattie cutanee,  le emicranie, i mali d'occhi, i mali di fegato, l'artrite e tante altre malattie.
Giovanni Guler von Weineck, governatore (1587-1588) della  valle per la Repubblica delle Tre Leghe, nella sua opera Raetia (1616) dedicò uno spazio importante ai Bagni. Secondo Guler l'acqua «raccolta dentro la roccia e, guidata attraverso ad alcuni tubi, perviene a due diverse vasche da bagno, belle e spaziose; l'una destinata agli uomini e l'altra alle donne». Accanto sorgeva un piccolo albergo provvisto di alcune camere e stufe. Il Guler metteva in evidenza soprattutto le virtù dell'acqua che era utilizzata come bevanda, per i bagni e per le docce.
Dopo un periodo di abbandono venne costruito nuovo edificio nel 1832, i bagni si raggiungevano allora  attraverso il percorso Civo-Ponte del Baffo, ovviamente a piedi o a dorso di mulo, nonostante le difficoltà di accesso tra il 1836 e il 1845 ospitò 3000 clienti. La strada carrozzabile che sale da Ardenno fu costruita nel 1847. 
Dal 1850 si avviò l'assistenza con personale medico qualificato. Le terme venivano particolarmente indicate per le cure ginecologiche e per favorire la fertilità, venivano popolarmente chiamate i Bagni delle Signore.
Dopo un altro periodo di chiusura, nel 2009 il centro venne completamente ristrutturato, adeguandolo a norme e necessità odierne.
Il 16 febbraio 2015 le terme vengono chiuse per pericolo di frane.